# Jürgen Frank
Jürgen Frank (* 29. Oktober 1941) ist ein deutscher Ökonom.

## Leben
Er war von 1965 bis 1968 Dozent am Sprachen- & Dolmetscher Institut. Er war von 1969 bis 1975  wissenschaftlicher Assistent in Regensburg.  Nach der Promotion 1974 zum Dr. rer. pol. lehrte er ab 1975 als Professor für Wissenschaftstheorie, Wirtschaftspolitik, Wohlfahrtsökonomie und ökonomische Analyse des Rechts an der TU Hannover.
Er gehörte 1975 zu den Unterzeichnern des Memorandums „Für eine wirksame und soziale Wirtschaftspolitik“, aus dem die Arbeitsgruppe Alternative Wirtschaftspolitik hervorging.

## Schriften (Auswahl)
- mit Otto Roloff: Kritische Anmerkungen zur Begründung der Staatstätigkeit in der „bürgerlichen“ und der „neuen politischen“ Ökonomie. Regensburg 1971, OCLC 247618980.
- Kritische Ökonomie. Einführung in Grundsätze und Kontroversen wirtschaftswissenschaftlicher Theoriebildung. Reinbek 1976, ISBN 3-499-21095-9.

| Personendaten    | Personendaten    |
| ---------------- | ---------------- |
| NAME             | Frank, Jürgen    |
| KURZBESCHREIBUNG | deutscher Ökonom |
| GEBURTSDATUM     | 29. Oktober 1941 |